# Екранізації творів Вільяма Шекспіра
За своє життя Вільям Шекспір написав численну кількість творів. На кожну п'єсу драматурга подекуди існує до декількох десятків екранізацій та адаптацій. Мало не з першого дня існування кіноіндустрії й по цей час режисери екранізують шекспірівські твори. У цій таблиці зроблено спробу систематизувати всі відомі екранізації п'єс Вільяма Шекспіра.

## 1900–1910
| Рік  | Назва                                              | Режисер                              | Акторський склад | Країна          | Примітки                                                        | Світлина |
| ---- | -------------------------------------------------- | ------------------------------------ | --- | --------------- | --------------------------------------------------------------- | -------- |
| 1900 | «Дуель Гамлета» (Le Duel d'Hamlet)                 | Моріс Клеман                         | Гамлет — Сара Бернар | Франція         | Дана стрічка датується з варіативністю від 1900 по 1908 роки.   |          |
| 1900 | «Ромео та Джульєтта»                               | Моріс Клеман                         | Ромео — Еміліо Коссіра | Франція         |                                                                 |          |
| 1902 | «Ромео та Джульєтта»                               | Жорж Мельєс                          | | Франція         |                                                                 |          |
| 1907 | «Гамлет» (Hamlet)                                  | Жорж Мельєс                          | Гамлет — Жорж Мельєс | Франція         | Стосовно виконавця ролі Гамлета існують сумніви.                |          |
| 1907 | «Отелло» (Othello)                                 | Маріо Казеріні                       | | Італія          |                                                                 |          |
| 1908 | «Отелло» (Othello)                                 | Вільям Ранус                         | | США             |                                                                 |          |
| 1908 | «Антоній та Клеопатра» (Antony and Cleopatra)      | Джеймс Стюарт Блектон та Чарльз Кент | Моріс Костільйо, Пол Панцер, Ерл Вільямс; Клеопатра — Флоренс Лоуренс, Октавіан Цезар — Вільям Реноус, Марк Антоній — Чарльз Чепмен, Клеопатра — Бетті Кент, Октавіан Цезар — Вільям Філліпс | США             | Короткометражний німий фільм. Продюсер — Джеймс Стюарт Блектон. |          |
| 1908 | «Приборкання норовливої» (The Taming of the Shrew) | Девід Ґріффіт                        | Катаріна — Флоренс Лоуренс, Петруччо — Артур Джонсон, Б'янка — Лінда Арвідсон, батька Катаріни — Гаррі Солтер                                                                                | США             | Німий фільм. Сценарист — Девід Ґріффіт.                         |          |
| 1908 | «Макбет»                                           | Джеймс Стюарт Блектон                | |                 | Короткометражний німий фільм                                    |          |
| 1908 | «Джульєтта та Ромео» (Giulietta e Romeo)           | Маріо Казеріні                       | Ромео — Маріо Казеріні, Джульєтта — Марія Казеріні | Італія          | Інколи цей фільм датується 1907 роком                           |          |
| 1908 | «Ромео та Джульєтта»                               | Джеймс Стюарт Блектон                | Ромео — Пол Панцер, Джульєтта — Флоренс Лоуренс | США             |                                                                 |          |
| 1908 | «Ромео та Джульєтта»                               |                                      | Ромео — Ґодфрі Тірп, Джульєтта — Мері Мелоун | Велика Британія | Помилково називають першою екранізацією Вільяма Шекспіра.       |          |
| 1908 | «Гамлет» (Amleto)                                  | Джузеппе Де Лігуро                   | | Італія          |                                                                 |          |
| 1908 | «Гамлет» (Hamlet)                                  | Генрі Дефонтен                       | Гамлет — Жак Гретійя | Франція         |                                                                 |          |
| 1908 | «Гамлет» (Amleto)                                  | Луча Комеріо                         | | Італія          |                                                                 |          |
| 1909 | «Макбет» (Macbeth)                                 |                                      | | Італія          |                                                                 |          |
| 1909 | «Отелло» (Othello)                                 | Франц Портен                         | | Німеччина       |                                                                 |          |
| 1909 | «Гамлет» (Hamlet)                                  | Жерар Буржуа                         | Гамлет — Жан Муне-Сюллі | Франція         |                                                                 |          |
| 1910 | «Король Лір» (Re Leir)                             | Джероламо Ло Савьйо                  | Ермете Новеллі | Італія          |                                                                 |          |
| 1910 | «Король Лір» (King Lear)                           |                                      | | Велика Британія |                                                                 |          |
| 1910 | «Клеопатра» (Cléopâtre)                            | Анрі Андреані та Фердинан Зекка      | Клеопатра — Маделейн Пік; Жанна Беранжер, Стася Нап'єрковська, Мадмуазель Ріанза | Франція         | Німий фільм.                                                    |          |
| 1910 | «Гамлет» (Hamlet)                                  | Ауґуст Блом                          | Гамлет — Альвін Неусс | Данія           | Оператор — А. Ґратк'єр                                          |          |
| 1910 | «Гамлет» (Amleto)                                  | Маріо Казеріні                       | Гамлет — Данте Капеллі | Італія          |                                                                 |          |
| 1910 | «Гамлет» (Hamlet)                                  | Вільям Баркер                        | Гамлет — Чарльз Реймонд | Велика Британія |                                                                 |          |
| 1910 | «Макбет» (Macbeth)                                 |                                      | | Франція         | Виробництво компанії Le Film d'art.                             |          |

## 1911–1920
| Рік                           | Назва                       | Режисер                          | Акторський склад | Країна          | Примітки | Світлина |
| ----------------------------- | --------------------------- | -------------------------------- | --- | --------------- | --- | -------- |
| 1911                          | «Сон літньої ночі»          |                                  | | Росія           | Німий фільм виробництва фірми «Брати Пате». Перша екранізація п'єси Вільяма Шекспіра «Сон літньої ночі». |          |
| 1911                          | «Ромео та Джульєтта»        | Беррі О'Ніл                      | Ромео — Джордж Лессі, Джульєтта — Джулія М. Тейлор | США             | |          |
| 1911                          | «Генріх VIII» (Henry VIII)  | Віл Баркер                       | Кардинал Волсі — Герберт Бірбом Трі | Велика Британія | Продюсер — Віл Баркер. |          |
| 1912                          | «Річард ІІІ»                |                                  | |                 | |          |
| 1912                          | «Ромео та Джульєтта»        | Уґо Фалена                       | Ромео — Ґуставо Серена, Джульєтта — Франческа Бертіні | Італія          | |          |
| 1912                          | «Гамлет» (Hamlet)           | Андре Кальмет                    | | Франція         | Фільм знято в період 1909–1912 років |          |
| 1912                          | «Гамлет» (Hamlet)           | Чарльз Реймонд                   | Гамлет — Чарльз Реймонд | Велика Британія | |          |
| 1913                          | «Марк-Антоніо та Клеопатра» | Енріко Ґуаццоні                  | | Італія          | Німий фільм |          |
| 1913                          | «Гамлет» (Hamlet)           | Хей Пламб                        | Гамлет — Джонстон Форбс-Робертсон | Велика Британія | |          |
| 1914                          | «Гамлет» (Hamlet)           |                                  | Гамлет — Ерік Вільямс | Велика Британія | |          |
| 1914                          | «Гамлет» (Amleto)           | Артуро Амбросіо                  | Гамлет — Гемілтон Ревелл | Італія          | |          |
| 1916                          | «Макбет»                    | Джон Емерсон                     | Макбет — Герберт Бірбом Трі |                 | |          |
| 1916                          | «Ромео та Джульєтта»        | Френсіс Бушмен та Джон Ноубл     | Ромео — Френсіс Бушмен, Джульєтта — Беверлі Бейн | США             | |          |
| 1916                          | «Ромео та Джульєтта»        | Ґовард Дж. Едвардс               | Ромео — Гаррі Гілліард, Джульєтта — Теда Бара | США             | |          |
| 1917                          | «Гамлет» (Amleto)           | Елєутеріо Родольфі               | Гамлет — Руджеро Руджері | Італія          | |          |
| 1917                          | «Клеопатра» (Cleopatra)     | Ґордон Едвардс                   | \| * Клеопатра — Теда Брана \| \| * Шарміан — Дороті Дрейк \| \| \| \| * Юлій Цезар — Фріц Лайбер \| \| * Ірас — Делль Дункан \| \| \| \| * Марк Антоній — Тарстон Голл \| \| * Октавіан Цезар — Генрі Де Вріе \| \| \| \| * фараон — Альберт Роско \| \| * Кефрен — Арт Акорд \| \| \| \| * Вентідій — Гершер Майялл \| \| * Вісник — Гектор Сарно \| \| \| \| \| \| * Октавіа — Женевів Блінн \| \| \| | США             | Сценарист — Адріан Джонсон, композитор — Хосе Мартінес. Історична драма, яка базується на кількох літературних творах, включно з п'єсою Вільяма Шекспіра «Антоній та Клеопатра». Фільм вважається втраченим після пожежі на кіностудії Fox Film Corporation. |          |
| 1918                          | «Ромео та Джульєтта»        | Еміліо Ґраціані-Волтер           | | Італія          | |          |
| 1918                          | «Отелло» (Othello)          | Макс Макк                        | | Німеччина       | |          |
| * Клеопатра — Теда Брана      |                             | * Шарміан — Дороті Дрейк         | |                 | |          |
| * Юлій Цезар — Фріц Лайбер    |                             | * Ірас — Делль Дункан            | |                 | |          |
| * Марк Антоній — Тарстон Голл |                             | * Октавіан Цезар — Генрі Де Вріе | |                 | |          |
| * фараон — Альберт Роско      |                             | * Кефрен — Арт Акорд             | |                 | |          |
| * Вентідій — Гершер Майялл    |                             | * Вісник — Гектор Сарно          | |                 | |          |
|                               |                             | * Октавіа — Женевів Блінн        | |                 | |          |

## 1921–1930
| Рік  | Назва                                              | Режисер                    | Акторський склад                           | Країна    | Примітки                                                          | Світлина |
| ---- | -------------------------------------------------- | -------------------------- | ------------------------------------------ | --------- | ----------------------------------------------------------------- | -------- |
| 1921 | «Гамлет» (Hamlet)                                  | Свен Ґад та Гайнц Шелл     | Гамлет — Аста Нільсен                      | Німеччина | За іншими даними — фільм знято 1920 року, режисер — Аста Нільсен. |          |
| 1922 | «Макбет»                                           | Генрі Паркінсон            | Макбет — Расел Торндайк                    |           |                                                                   |          |
| 1922 | «Отелло» (Othello)                                 | Дімітрі Буховєцкі          | Еміль Яннінґс                              | Німеччина |                                                                   |          |
| 1922 | «Отелло» (Othello)                                 |                            | Вернер Краус                               | Німеччина |                                                                   |          |
| 1923 | «Венеціанський купець» (Der Kaufmann von Venedig)  |                            | Вернер Краус                               | Німеччина |                                                                   |          |
| 1924 | «Антоній та Клеопатра» (Antony and Cleopatra)      | Брайн Фой                  |                                            | США       | Німий фільм.                                                      |          |
| 1924 | «Ромео та Джульєтта»                               | Реґґі Морріс та Гаррі Світ | Ромео — Біллі Беван, Джульєтта — Елліс Дай | США       |                                                                   |          |
| 1929 | «Приборкання норовливої» (The Taming of the Shrew) |                            | Катаріна — Мері Пікфорд                    | США       |                                                                   |          |

## 1931–1940
| Рік  | Назва                                          | Режисер                               | Акторський склад | Країна               | Примітки | Світлина |
| ---- | ---------------------------------------------- | ------------------------------------- | --- | -------------------- | --- | -------- |
| 1935 | «Сон літньої ночі»                             | А. Берґенґрін, Еріх Вільґельм Штейґер | |                      | Мультфільм |          |
| 1935 | «Сон літньої ночі» (A Midsummer Night's Dream) | Макс Райнгардт, Вільям Дітерле        | Основа — Джеймс Кегні, Пак — Міккі Руні, Гермія — Олівія де Гевіленд, Титанія — Аніта Луіз                                       | США                  | Отримав дві премії «Оскар» — «Найкраща операторська робота» та «Найкращий монтаж». Композитор — Фелікс Мендельсон. Оператор — Гел Мор. |          |
| 1936 | «Ромео та Джульєтта» (Romeo and Juliet)        | Джордж К'юкор                         | Ромео — Леслі Говард, Джульєтта — Норма Ширер, Меркуціо — Джон Беррімор, Тібальт — Безіл Ратбоун, годувальниця — Една Мей Олівер | США, Велика Британія | 1937 року отримав чотири номінації на премію «Оскар». Композитор — Герберт Стотгарт.                                                   |          |
| 1936 | «Як вам це сподобається»                       | Пауль Циннер                          | | Велика Британія      | |          |
| 1939 | «Ромео та Джульєтта»                           | Хосе Марія Кастейві                   | | Іспанія              | |          |

## 1941–1950
| * Юзеф Тура — Джек Бенні                       |  | * Бронський — Том Дуган                  |  |  |
| * Марія Тура — Керол Ломбард                   |  | * Штандартенфюрер СС Ерхардт — Зіг Руман |  |  |
| * Поручик Станіслав Собінський — Роберт Стек   |  | * Равіч — Лайонел Етвілл                 |  |  |
| * Професор Александр Сілецький — Стенлі Ріджес |  | * Грінберг — Фелікс Брессарт             |  |  |

| * Гамлет — Лоуренс Керр Олів'є |  | * Могильник — Стенлі Голловей |  |  |
| * Офелія — Джин Сіммонс        |  | * Озрік — Пітер Кушинг        |  |  |
| * Клавдій — Безіл Сідні        |  | * Марцелл — Ентоні Квейл      |  |  |
| * Гертруда — Ейлін Герлі       |  | * Бернардо — Есмонд Найт      |  |  |
| * Гораціо — Норман Вуланд      |  | * Списоносець — Крістофер Лі  |  |  |
| * Полоній — Фелікс Ейлмер      |  | * Придворний — Патрік Макні   |  |  |
| * Лаерт — Теренс Морган        |  |                               |  |  |

| * Макбет — Джордж Орсон Веллс                   |  | * Сівард — Лайонел Брегам                              |  |  |
| * леді Макбет — Жанетт Нолан                    |  | * молодий Сівард — Арчі Гьоґлі                         |  |  |
| * Макдуф — Ден О'Герлігі                        |  | * Флінс — Джеррі Фарбер                                |  |  |
| * Малкольм — Родді МакДауел                     |  | * син Макдуфа — Крістофер Веллс                        |  |  |
| * Банко — Едґар Бар'є                           |  | * лікар — Морґан Фарлі                                 |  |  |
| * священник — Алан Нап'є                        |  | * дворянка\одна з трьох відьом — Льорін Таттл          |  |  |
| * Дункан — Ерскін Сенфорд                       |  | * перший вбивця\одна з трьох відьом — Брейнерд Даффілд |  |  |
| * Росс — Джон Дікерс                            |  | * другий вбивця — Вільям Олленд                        |  |  |
| * Леннокс — Кін Кертіс                          |  | * Сейтон — Джордж Чайрелло                             |  |  |
| * леді Макдуф\одна з трьох відьом — Пеґґі Вебер |  | * воротар — Ґас Шиллінґ                                |  |  |

## 1951–1960
| * Марк Антоній — Марлон Брандо |  | * Служник Антонія — Кіл'ям Фіппс               |  |  |
| * Брут — Джеймс Мейсон         |  | * Октавіан Авґуст — Дуґласс Вотсон             |  |  |
| * Кассій — Джон Ґілґуд         |  | * Лепід — Дуґласс Дамбрілл                     |  |  |
| * Юлій Цезар — Луіс Келгерн    |  | * Луціллій — Ріс Віл'ямс                       |  |  |
| * Каска — Едмонд О'Браєн       |  | * Піндар - Майкл Ансара                        |  |  |
| * Кальпурнія — Ґрін Ґарсон     |  | * Мессала - Дейтон Ламміс                      |  |  |
| * Порція — Дебора Керр         |  | * Стратон - Едмунд Пьордом                     |  |  |
| * Марулл — Джордж Макреді      |  | * Громадяни Риму - Лоуренс Добкін, Джо Ґілберт |  |  |
| * Флавій - Майкл Пейт          |  | * Луцій - Джон Гарді                           |  |  |
| * Оракул - Ричард Гейл         |  | * Служник Цезара — Чет Стреттон                |  |  |
| * Цицерон - Алан Неп'єр        |  | * Публій — Ламсден Гейр                        |  |  |
| * Децій Брут - Джон Гойт       |  | * Клавдій — Престон Генсон                     |  |  |

| * Бенедикт — Любимов Юрій Петрович   |  | * Маргарита — Олена Ізмайлова        |  |  |
| * Беатріче — Людмила Целіковська     |  | * Урсула — Анна Даніловіч            |  |  |
| * Дон Педро — Миколай Бубнов         |  | * Клюква — Ігор Липський             |  |  |
| * Дон Жуан — Анатолій Кацинський     |  | * Кисіль — Юрій Яковлєв              |  |  |
| * Клавдіо — Надір Малішевський       |  | * Мальтазар — Олексій Ємєльянов      |  |  |
| * Геро — Борисова Юлія Костянтинівна |  | * Отець Франциск — Миколай Яновський |  |  |
| * Борахіо — Володимир Осєнєв         |  | * Протоколіст — Костянтин Монов      |  |  |
| * Конрад — Олександр Бізюков         |  | * Віщун — Юрій Лауфер                |  |  |
| * Леонато — Миколай Пажитнов         |  | * Співак — Вадим Русланов            |  |  |
| * Антоніо — Володимир Покровський    |  |                                      |  |  |

## 1961–1970
| * Петруччо — Попов Андрій Олексійович      |  | * Вінченціо — Миколай Неронов                                     |  |  |
| * Катерина — Касаткіна Людмила Іванівна    |  | * Старий вчитель — Миколай Сєрґєєв                                |  |  |
| * Баптіста — Володимир Блаґообразов        |  | * Куртіс — Рафаіл Ракітін                                         |  |  |
| * Б'янка — Ольга Красіна                   |  | * Режисер театральної постановки — Олексій Попов                  |  |  |
| * Люченціо — Зельдін Володимир Мийхайлович |  | * Служка в церкві — Павло Винник                                  |  |  |
| * Ґреміо — Антоній Ходурський              |  | * Єпископ — Петро Вишняков                                        |  |  |
| * Ґортензіо — Марк Перцовський             |  | * Керівник церковного хору хлопчиків — Нікулін Юрій Володимирович |  |  |
| * Ґруміо — Сергій Кулаґін                  |  | * Кухар — Пастухов Микола Ісаакович                               |  |  |
| * Траніо — Володимир Сошальський           |  | * Годувальниця — Ніна Сазонова                                    |  |  |
| * Біонделло — Лев Шабарін                  |  |                                                                   |  |  |

| * Марія — Наталі Вуд                  |  | * Шренк — Саймон Оукленд |  |  |
| * Голос Марії в піснях — Марні Ніксон |  | * Докк — Нед Гласс       |  |  |
| * Тоні — Річард Беймер                |  | * Крапка — Вільям Бремлі |  |  |
| * Ріфф — Расс Темблін                 |  | * Айс — Такер Сміт       |  |  |
| * Аніта — Рита Морено                 |  | * Екшн — Тоні Морденте   |  |  |
| * Бернардо — Джордж Чакіріс           |  |                          |  |  |

| * Гамлет — Інокентій Смоктуновський           |  | * Священник — Лаутер Антс                                       |  |  |
| * Офелія — Вертинська Анастасія Олександрівна |  | * Перший актор — Олександр Чекаєвський                          |  |  |
| * Гертруда — Радзиня Ельза                    |  | * Фортінбрас — Ааду Кревальд                                    |  |  |
| * Клавдій — Названов Михайло Михайлович       |  | * Другий актор — Рейно Арен                                     |  |  |
| * Полоній — Юрій Володимирович Толубєєв       |  | * Третій актор — Юрій Беркун                                    |  |  |
| * Лаерт — Степан Олексєнко                    |  | * Могильник — Віктор Колпаков                                   |  |  |
| * Гораціо — Володимир Еренберг                |  | * Офіцер з охорони короля — Володимир Волчик                    |  |  |
| * Розенкранц — Ігор Дмітрієв                  |  | * Охоронець короля — Миколай Олексійович Кузьмін                |  |  |
| * Гільденстерн — Вадим Мєдвєдєв               |  | * Голос Привида батька Гамлета та Першого актора — Григорій Гай |  |  |

| * Фальстаф — Джордж Орсон Веллс    |  | * Принц Джон — Джеремі Роу              |  |  |
| * Долл — Жанна Моро                |  | * Шеллоу — Алан Вебб                    |  |  |
| * Пані Квіклі — Марґарет Рутерфорд |  | * Вустер — Фернандо Рей                 |  |  |
| * Генріх IV — Джон Ґілґуд          |  | * Принц Гел — Кіт Бекстер               |  |  |
| * Кейт Персі — Марина Владі        |  | * Генрі "Хопстер" Персі — Норман Родвей |  |  |
| * Містер Сайлес — Вальтер К'ярі    |  | * Нортумберленд — Хосе Н'єто            |  |  |
| * Пістоль — Майкл Олдрідж          |  | * Вестморленд — Ендрю Фолдс             |  |  |
| * Нед Пойнс — Тоні Беклі           |  | * Оповідач — Ральф Річардсон            |  |  |

| * Ромео — Леонард Вайтінґ         |  | * Бенволіо — Брюс Робінсон                |  |  |
| * Джульєтта — Олівія Хассі        |  | * Сеньйора Капулетті — Наташа Перрі       |  |  |
| * Тібальт — Майкл Йорк            |  | * Сеньйор Монтеккі — Антоніо П'єрфедерічі |  |  |
| * Чернець Лоренсо — Міло О'Ши     |  | * Сеньйора Монтеккі — Есмеральда Располі  |  |  |
| * Годувальниця — Пет Хейвуд       |  | * Граф Паріс — Роберто Бізакко            |  |  |
| * Меркуціо — Джон Макінері        |  | * Бальтазар — Кіт Скіннер                 |  |  |
| * Герцог Верони — Роберт Стівенс  |  | * Рой Ходлер                              |  |  |
| * Сеньйор Капулетті — Пол Хардвік |  | * Річард Ворвік                           |  |  |
|                                   |  | * Дайсон Ловелл                           |  |  |

## 1971–1980
| * Макбет — Джон Фінч            |  | * Малкольм — Пол Шеллі              |  |  |
| * Леді Макбет — Франческа Анніс |  | * Перша відьма — Мейзі МакФарк'югар |  |  |
| * Банко — Мартін Шоу            |  | * Друга відьма — Елзі Тейлор        |  |  |
| * Макдуф — Теренс Бейлер        |  | * Третя відьма — Ноелла Ріммінґтон  |  |  |
| * Росс — Джон Страйд            |  | * Сейтон — Ноель Девіс              |  |  |
| * Дункан — Ніколас Селбі        |  | * Воротар — Сідні Бромлі            |  |  |
|                                 |  | * Лікар — Річард Пірсон             |  |  |

| * Лір — Юрі Ярвет                               |  | * Едмонд — Реґімантас Вайткусович Адомайтіс                    |  |  |
| * Блазень — Даль Олег Іванович                  |  | * Кент — Ємельянов Володимир Миколайович                       |  |  |
| * Ґонерилья — Ельза Радзіня                     |  | * Герцог Корнуельський — Вокач Олександр Андрійович            |  |  |
| * Реґана — Волчек Галина Борисівна              |  | * Король Франції — Юозас Будрайтіс                             |  |  |
| * Корделія — Шендрикова Валентина Костянтинівна |  | * Освальд — Петренко Олексій Васильович                        |  |  |
| * Герцог Олбані — Донатас Юозович Баніоніс      |  | * Служник герцога Корнуельського — Громадський Роман Борисович |  |  |
| * Граф Ґлостер — Карліс Карлович Сєбріс         |  | * Служник герцога Олбанського — Віторган Еммануїл Ґедеонович   |  |  |
| * Едґар — Мерзін Леонхард Ріхардович            |  | * Старий, орендар Ґлостера — Орлов Олександр Олександрович     |  |  |

| * Марк Антоній — Чарльтон Гестон |  | * Октавія — Кармен Севілла |  |  |
| * Клеопатра — Гільдебарґе Нейл   |  | * Помпей — Фредді Джонс    |  |  |
| * Аґенобарб — Ерік Портер        |  | * Менас — Пітер Арні       |  |  |
| * Октавіан Авґуст — Джон Касл    |  | * Варріус — Луіс Барбу     |  |  |
| * Лепід — Фернандо Рей           |  | * Скарус — Воррен Кларк    |  |  |
| * Алексас — Хуан Луіс Ґальярдо   |  | * Чарміан — Джейн Лапотейр |  |  |

| * Олександр Ґраве     |  | |  |  |
| * Мікаела Дроздовська |  | * Миколай Пажитнов                                                                                       |  |  |
| * Теьяна Браґіна      |  | * Спів Фальстафа — Віктор Нечіпайло                                                                      |  |  |
| * Вікторія Духіна     |  | * Спів Форда — Володимир Валайтіс                                                                        |  |  |
| * В'ячеслав Дуґін     |  | * Спів Меґ Пейдж — Ірина Архипова                                                                        |  |  |
| * Ґаррі Дунц          |  | * (в титрах не зазначено Алісу Форд, але у виставі Великого театру її партію виконує — Галина Вишневська |  |  |
| * Олексій Кузнецов    |  | |  |  |

| * Марк Антоній — Річард Джонсон    |
| * Клеопатра — Жанет Сезман         |
| * Октавіан — Корін Редґрейв        |
| * Енобарб — Патрік Стюарт          |
| * Шарміан — Розмарі МакГейл        |
| * Аґріппа — Філіп Лок              |
| * Октавіа — Мері Ратфорд           |
| * Лепід — Реймонд Вествелл         |
| * Ірас — Мевійс Тейлор Блейк       |
| * Алекс — Деріен Анґаді            |
| * Мердіан — Сідні Лівінґстон       |
| * Продавець фіг — Джеффрі Гатчінґс |

## 1981–1990
| * Канідій — Джон Пол           |  | * Тідій — Гаррі Вотерс        |  |  |
| * Вентідій — Джонатан Адамс    |  | * Процулей — Девід Ніл        |  |  |
| * Клеопатра — Джейн Лапотейр   |  | * Аґріппа — Ентоні Педлі      |  |  |
| * Антоній — Колін Блейклі      |  | * Долабелла — Джеффрі Коллінс |  |  |
| * Алексас — Даріен Анґаді      |  | * Помпей — Дональд Самптер    |  |  |
| * Шарміан — Джанет Кі          |  | * Менас — Джордж Іннс         |  |  |
| * Оракул — Говард Ґурні        |  | * Менекрат — Десмонд Стокс    |  |  |
| * Ірас — Кассі МакФарлейн      |  | * Октавій — Лінн Фарлі        |  |  |
| * Енобарб — Емріс Джеймс       |  | * Ерос - Сімон Чендлер        |  |  |
| * Мардіан — Мохаммад Шамсі     |  | * Скарій — Крістофер Еттрідж  |  |  |
| * Октавіан Цезар — Ян Чарльсон |  | * Ефроній — Джордж Гов        |  |  |
| * Лепід — Есмонд Найт          |  | * Дерцетас - Алек Сабін       |  |  |

| * Поет — Джон Форчун              |  | * Сервілій — Теренс МакДжініті |  |  |
| * Художник — Джон Берд            |  | * Алчібад — Джон Шрапнель      |  |  |
| * Купець — Тоні Джей              |  | * Луцій — Г'ю Томас            |  |  |
| * Ювелір — Девід Кінсі            |  | * Луціллій — Макс Артур        |  |  |
| * Тімон — Джонатан Прайс          |  | * Вентідій — Дональд Ґі        |  |  |
| * Флавій — Джон Велш              |  | * Семпроній — Джон Бейлі       |  |  |
| * Старий афінянин — Себастіан Шоу |  | * Капіс — Майкл Ентоні         |  |  |
| * Луцулій — Джеймс Коссінс        |  | * Фрійна — Елейн Шарлінґ       |  |  |
| * Апемантій — Нормад Родвей       |  | * Тімандра — Даяна Дорс        |  |  |
| * Фламіній — Джеффрі Коллінс      |  |                                |  |  |

| * Родріґо — Ентоні Педлі      |  | * Герцог Венеційський — Джон Баррон       |  |  |
| * Яґо — Боб Госкінс           |  | * Десдемона — Пенелоп Вілтон              |  |  |
| * Брабанціо — Джеффрі Чартер  |  | * Еміліа — Розмарі Ліч                    |  |  |
| * Ґраціано — Александр Давіон |  | * Монтано — Тоні Стідман                  |  |  |
| * Отелло — Ентоні Гопкінс     |  | * Б'янка — Венді Морґан                   |  |  |
| * Кассіо — Девід Єлланд       |  | * Супутній джентльмен — Деніель Бакінґгем |  |  |
| * Лодовіко — Джозеф О'Конор   |  |                                           |  |  |

| * Пандар — Чарльз Ґрей        |  | * Патрокл — Сімон Каттер         |  |  |
| * Троїл — Антон Лессер        |  | * Пріам — Есмонд Найт            |  |  |
| * Еней — Тоні Стідман         |  | * Гектор — Джон Шрапнель         |  |  |
| * Крессіда — С'юзан Барден    |  | * Кассандра — Елейн Шарлінґ      |  |  |
| * Александр — Макс Гарві      |  | * Паріс — Девід Фірс             |  |  |
| * Агамемнон — Вернон Добтчефф |  | * Діомед — Пол Моріарті          |  |  |
| * Нестор — Джеффрі Чартер     |  | * Єлена — Енн Пеннінґтон         |  |  |
| * Одіссей — Бенджамін Вітроу  |  | * Калхант — Петер Вайтбред       |  |  |
| * Менелай — Бернард Браун     |  | * Андромаха - Мереліна Кендалл   |  |  |
| * Аякс — Ентоні Педлі         |  | * Марґарелон — Корнеліус Ґарретт |  |  |
| * Терсіт — Джек Біркетт       |  | * Гелен — Тоні Портаціо          |  |  |
| * Ахіллес — Кеннет Гей        |  | * Деїфоб - Пітер Джей. Кассел    |  |  |

| * Іпполіта — Естель Колер   |  | * Замірок — Дон Естель                                             |  |  |
| * Тесей — Найджел Девенпорт |  | * Носик — Нет Джеклі                                               |  |  |
| * Еґей — Джеффрі Ламсден    |  | * Затишок — Рей Морт                                               |  |  |
| * Гермія — Піппа Ґард       |  | * Пак — Філ Деніелс                                                |  |  |
| * Деметрій — Нікі Генсон    |  | * Титанія — Гелен Міррен                                           |  |  |
| * Лісандр — Роберт Ліндсей  |  | * Оберон — Пітер МакЕнері                                          |  |  |
| * Гелена — Черіт Меллор     |  | * Феї — Таня Беннітт, Александра Сеґал, Люсі Мейсон, Лі Макдональд |  |  |
| * Клинець — Джеффрі Палмер  |  | * Горошок — Брюс Севедж                                            |  |  |
| * Навій — Брайян Ґловер     |  | * Павутинка — Массімо Меццофанті                                   |  |  |
| * Дудка — Джон Фавлер       |  | * Метелик — Домінік Мартеллі                                       |  |  |
|                             |  | * Гірчичка - Тімоті Кросс                                          |  |  |

| * Начальник канонірів — Джон Елфорд                                                                                     |  | * Тальботський капітан, слуга Ґлочестера, матрос (в титрах не зазначено) — Дерек Фуке                                      |  |  |
| * Бассет, французький сержант, французький солдат (в титрах не зазначено), скаут (в титрах не зазначено) — Джон Бенфілд |  | * Молодий Тальбот — Алекс Ґард                                                                                             |  |  |
| * Генріх VI — Пітер Бенсон                                                                                              |  | * Герцог Йоркський, майстер стрільців — Бернард Гілл                                                                       |  |  |
| * Жанна д'Арк — Бренда Блетін                                                                                           |  | * Другий посланець до короля — Пол Джессон                                                                                 |  |  |
| * Герцог Бурґундський — Ентоні Браун                                                                                    |  | * Графиня д'Оверне — Жоанна МакКаллум                                                                                      |  |  |
| * Герцог Ґлочестерський — Девід Берк                                                                                    |  | * Графиня Портер, коричневе пальто (в титрах не зазначено), йоркський посланець (в титрах не зазначено) - Йонґус МакНамара |  |  |
| * Герцог Аленконський — Майкл Берн                                                                                      |  | * Кардинал Бофорт — Френк Міддлмасс                                                                                        |  |  |
| * Граф Саффолкський, сер Вільям Ґлесдейл (в титрах не зазначено) — Пол Чепмен                                           |  | * Герцог Екзетерський, Шеферд — Джозеф О'Конор                                                                             |  |  |
| * Третій посланець до короля, графиня Портер — Рон Кук                                                                  |  | * Лорд Тальбот - Тревор Пікок                                                                                              |  |  |
| * Сер Джон Фастолф, мер Лондона, папський леґат (в титрах не зазначено) — Артур Кокс                                    |  | * Орлеанський виродок, перший посланець до короля (в титрах не зазначено) — Браян Протеро                                  |  |  |
| * Райнер, герцог Анжуйський, Вернон — Девід Дейкер                                                                      |  | * Наглядач Руену, мерський офіцер, англійський солдат (в титрах не зазначено) — Девід Паґ                                  |  |  |
| * Герцог Бедфордський, Едмунд Мортімер, граф Марчеський, французький генерал — Тенніел Еванс                            |  | * Охоронець — Нік Редінґ                                                                                                   |  |  |

| * Перший вбивця, корабельний майстер, охоронець Сант-Албану (не зазначено в титрах), посланець короля (не зазначено в титрах), перший сусід (не зазначено в титрах) — Джон Бенфілд |  | * Сендер Сімпкокс, Джордж Бевіс, ґлочестерський капітан (в титрах не зазначено), перший протестувальник (в титрах не зазначено), другий сусід (в титрах не зазначено) — Дерек Фуке |  |  |
| * Генріх VI — Пітер Бенсон |  | * Другий підмайстер, посланець Кейда (в титрах не зазначено) — Алекс Ґард |  |  |
| * Волтер Вайтмор, Александр Іден, губернатор острову Мен (в титрах не зазначено) — Ентоні Браун                                                                                    |  | * Герцог Йоркський — Бернард Гілл |  |  |
| * Герцог Ґлочестерський, м'ясник Дік — Девід Берк |  | * Джон Голланд, Джордж Плантаґенет, Джон Саузвелл (в титрах не зазначено) — Пол Джессон                                                                                            |  |  |
| * Джон Гам, корабельний лейтенант — Майкл Берн |  | * Мерґері Жорден — Пет Кін |  |  |
| * Герцогиня Ґлочестерська — Енн Керролл |  | * Дружина Сімпокса — Ґабріелль Ллойд |  |  |
| * Герцог Саффолкський — Пол Чепмен |  | * Молодий Кліффорд, ірландський поштар (в титрах не зазначено), ґлочестерський посланець (в титрах не зазначено), перший підмайстер (в титрах не зазначено) - Йонґус МакНамара     |  |  |
| * Річард Плантаґанет, намісник Сант-Албану (в титрах не зазначено) — Рон Кук |  | * Кардинал Бофорт — Френк Міддлмасс |  |  |
| * Томас Горнер, лорд Кліффорд, товариш вчителя — Артур Кокс |  | * Шеріф, Джек Кейд — Тревор Пікок |  |  |
| * Герцог Бакінґгемський — Девід Дейкер |  | * Едвард Плантаґенет - Браян Протеро |  |  |
| * Герцог Самерсетський, ткач Сміт — Браян Дікон |  | * Пітер Самп, другий вбивця, Вільям Стеффорд (в титрах не зазначено), другий джентльмен (в тирах не зазначено) — Девід Паґ                                                         |  |  |
| * Граф Селісберійський, чертгемський чиновник — Тенніел Еванс |  | * Граф Варвікський — Марк Вінґ-Деві |  |  |

| * Кент — Джон Шрапнель          |  | * Герцог Корнуельський — Джудіан Каррі |  |  |
| * Ґлостер — Норман Родвей       |  |                                        |  |  |
| * Едмунд — Майкл Кітчен         |  | * Король Франції — Гаррі Вотерс        |  |  |
| * Король Лір — Майкл Гордерн    |  | * Едґар — Антон Лессер                 |  |  |
| * Ґонеріл'я — Джилліан Бардж    |  | * Освальд — Джон Ґрільйо               |  |  |
| * Корделія — Бренда Блетін      |  | * Блазень — Френк Міддлмасс            |  |  |
| * Реґана — Пенелоп Вілтон       |  | * Куран — Кен Скотт                    |  |  |
| * Герцог Албанський — Джон Берд |  | * Лікар — Джордж Гов                   |  |  |

| * Суддя Шеллоу — Алан Беннетт     |  | * Пітер Сімпл — Рон Кук              |  |  |
| * Слендер — Річард О'Каллаґан     |  | * Власник готелю — Майкл Ґрегем Кокс |  |  |
| * Г'ю Еванс — Тенніел Еванс       |  | * Робін — Лі Вайтлок                 |  |  |
| * Джордж Пейдж — Браян Маршалл    |  | * Місіс Квіклі — Елізабет Спріґґс    |  |  |
| * Джон Фальстаф — Річард Ґріффітс |  | * Джон Реґбі — Джон Джойс            |  |  |
| * Бардольф — Ґордон Ґостелов      |  | * Лікар Каюс — Майкл Браянт          |  |  |
| * Пістоль — Найджел Террі         |  | * Фентон — Сімон Чендлер             |  |  |
| * Нім — Майкл Роббінс             |  | * Френк Форд — Бен Кінґслі           |  |  |
| * Енн Пейдж — Міранда Фостер      |  | * Джон — Ральф Браун                 |  |  |
| * Місіс Форд — Джуді Девіс        |  | * Роберт — Пітер Ґордон              |  |  |
| * Місіс Пейдж — Прунелла Скейлс   |  | * Вільям Пейдж — Кріспін Мейр        |  |  |

| * Ромео — Олександр Михайлов    |  | * Монтеккі — Олександр Філіппенко   |  |  |
| * Джульєтта — Ольга Сіріна      |  | * Брат Лоренцо — Олександр Трофимов |  |  |
| * Леді Капулетті — Ольга Барнет |  | * Абрам — Євгеній Дворжецький       |  |  |
| * Капулетті — Валентин Ґафт     |  | * Петро — Сергій Ґазаров            |  |  |
| * Тібальт — Леонід Каюров       |  | * Самсон — Олексій Веселкін         |  |  |
| * Меркуціо — Володимир Сімонов  |  |                                     |  |  |

| * Радж — Аамір Хан                 |  | * Сарасваті Сінґх — Аша Шарма |  |  |
| * Рашмі — Джухі Чавла              |  | * Джасвант Сінґх — Алок Нат   |  |  |
| * Рандхір Сінґх — Ґоґа Капур       |  | * Ш'ям — Рахентранад Зутші    |  |  |
| * Дханрадж Сінґх — Даліп Тахіл     |  | * Кавіта — Шехназ Кудіа       |  |  |
| * Дхарампал Сінґх — Равіндра Капур |  | * Парваті — Чарушила          |  |  |

| * Генріх V — Кеннет Брана                   |  | * Ґавер — Денні Вебб         |  |  |
| * Єкатерина Валуа — Емма Томпсон            |  | * Джемі — Джиммі Юілл        |  |  |
| * Хор — Дерек Джейкобі                      |  | * Макморріс — Джон Сешнс     |  |  |
| * Герцог Глостер — Саймон Шеперд            |  | * Бетс — Шон Прендерґаст     |  |  |
| * Герцог Бедфорд — Джеймс Ларкін            |  | * Корт — Патрік Дойл         |  |  |
| * Герцог Ексетер — Браян Блессед            |  | * Вільямс — Майкл Вільямс    |  |  |
| * Герцог Йоркський — Джеймс Сіммонс         |  | * Бардольф — Річард Брієрс   |  |  |
| * Архієпископ Кентерберійський — Чарльз Кей |  | * Хлопчик — Крістіан Бейл    |  |  |
| * Єпископ Ілійський — Алек Макковен         |  | * Аліса — Джеральдін Мак'юен |  |  |
| * Граф Кембриджський — Фабіан Картрайт      |  | * Фальстаф — Роббі Колтрейн  |  |  |
| * Лорд Скруп — Стівен Сіммс                 |  | * Місіс Квіклі — Джуді Денч  |  |  |
| * Сер Томас Ґрей — Джей Вілл'єрс            |  | * Карл VI — Пол Скофілд      |  |  |

| * Гамлет — Мел Гібсон                 |  | * Полоній — Єн Холм         |  |  |
| * Гертруда — Гленн Клоуз              |  | * Лаерт — Натаніель Паркер  |  |  |
| * Клавдій — Елан Бейтс                |  | * Гораціо — Стівен Ділейн   |  |  |
| * Офелія — Хелена Бонем Картер        |  | * Гільденстерн — Шон Мюррей |  |  |
| * Привид батька Гамлета — Пол Скофілд |  | * Розенкранц — Майкл Малоні |  |  |

## 1991–2000
| Рік  | Назва                                                           | Режисер                      | Акторський склад | Країна                                               | Примітки | Світлина |
| ---- | --------------------------------------------------------------- | ---------------------------- | --- | ---------------------------------------------------- | --- | -------- |
| 1991 | «Книги Просперо» (Prospero's Books)                             | Пітер Гріневей               | Джон Гілгуд, Мішель Блан | Велика Британія, Франція, Нідерланди, Італія, Японія | Екранізація п'єси Вільяма Шекспіра «Буря». Оператор — Саша Верні, художники-постановники — Бен Ван Ос та Ян Рулфс, композитор — Майкл Найман.                                                         |          |
| 1992 | «Шекспір: трагедії та комедії»                                  |                              | | Росія                                                | |          |
| 1992 | «Сон літньої ночі»                                              |                              | | Вірменія                                             | Мультфільм |          |
| 1992 | «Як вам це сподобається»                                        | Крістін Едзард               | | Велика Британія                                      | |          |
| 1992 | «Буря»                                                          | Станіслав Соколов            | | Росія, Велика Британія                               | |          |
| 1992 | «Антоній та Клеопатра» (Antony and Cleopatra)                   | Жан-Карло Менотті            | Клеопатра — Естер Гіндс, Марк Антоній — Джеффрі Веллс | США                                                  | Відео-запис опери «Антоній та Клеопатра» (прем'єра відбулась 1966 року) на музику Семюела Барбера, лібретто — Франко Дзефіреллі.                                                                      |          |
| 1993 | «Багато галасу з нічого» (Much Ado About Nothing)               | Кеннет Брана                 | Бенедикт — Кеннет Брана, Беатріче — Емма Томпсон, сеньйор Леонато — Річард Брайерс, Дон Хуан — Кіану Рівз, Ґеро — Кейт Бекінсейл, Клавдіо — Роберт Шон Леонард, Дон Педро Арагонський — Дензел Вашинґтон, Марґарет — Імелда Стонтон, Доґберрі — Майкл Кітон, Конрад — Річард Кліффорд, Борачіо — Джерард Хоран | Велика Британія, США                                 | Комедія. Сценарист — Кеннет Брана. оператор — Роджер Лансер. Композитор — Патрік Дойл. |          |
| 1993 | «Ромео та Джульєтта»                                            | Норман Кемпбелл              | Ромео — Антоні Сімоліно, Джульєтта — Меґан Фоллоуз, Меркуціо — Колм Фіорі, Бенволіо — Пол Міллер | Канада                                               | Телевізійна версія. |          |
| 1993 | «Шейлок»                                                        | Борис Бланк                  | Шейлок — Кахі Кавсадзе, Порція — Ірина Метлицька, Марина Майко, Олеся Дорошина, Андрій Руденський, Микола Добринін, Бенволіо — Олександр Зуєв, Олександр Домогаров, Володимир Зайцев, Аркадій Левін, Сергій Карлєнков | Росія                                                | За п'єсою Вільяма Шекспіра «Венеційський купець». |          |
| 1994 | «Король Лев» (The Lion King)                                    | Роджер Аллерс та Роб Мінкофф | Джонатан Тейлор Томас, Метт'ю Бродерік | США                                                  | |          |
| 1994 | «Ромео та Джульєтта»                                            | Браян Лардж                  | Ромео — Роберто Алан'я, Джульєтта — Леонтіна Вадува | Велика Британія                                      | Фільм-опера. Музика — Шарль Ґуно. |          |
| 1994 | «Ромео та Джульєтта»                                            | Алан Хоррокс                 | Ромео — Джонатан Фьорт, Джульєтта — Джеральдін Сомервілдь, Тібальт — Алексіс Денісоф, Капулетті — Джон Неттлз |                                                      | |          |
| 1995 | «Ричард ІІІ» (Richard III)                                      | Річард Лонкрейн              | Король Генріх — Едвард Джевсбері, принц Едуард — Крістофер Бовен, леді Анна — Крістін Скотт Томас, герцогиня Йоркська — Меггі Сміт, король Едуард — Джон Вуд, королева Єлизавета — Аннет Бенінґ, принцеса Єлизавета — Кейт Стівенсон-Пейн, принц Вельський — Марко Вільямсон, молодший принц — Мет'ю Ґрум, Кларенс — Найджел Готорн, Ричард — Єн Маккеллен, Генрі Річмонд — Домінік Вест, лорд Стенлі — Едвард Гарвік, Джордж Стенлі — Раєн Ґілмор, граф Ріверс — Роберт Дауні (молодший), герцог Бакінгем — Джим Бродбент, лорд Ґастінґс — Джим Картер, сер Роберт Брекенбері — Дональд Самптер, Вільям Кетсбі — Тім Макіннерні, архієпископ — Роджер Геммонд, лорд-мер Лондона — Деніс Лілл, лондонський джентльмен — Брюс Пьорчейс, тюремник у Тауері — Енді Решлі, другий вбивця — Майкл Елфік, співачка на прийомі короля — Стейсі Кент, стюардеса — Трес Генлі, сержант Ричард Реткліфф — Білл Паттерсон, Джеймс Тіррелл — Адріан Данбар, субалтерни — Джеймс Дрейфус, Девід Ентробус | Велика Британія                                      | Сценаристи: Єн Маккеллен, Ричард Лонкрейн. Оператор — Пітер Бізіу. Композитор — Тревор Джонс. |          |
| 1995 | «секс Гамлет» (X Hamlet)                                        | Лука Доміано                 | Гамлет — Річард Лонжин | Італія                                               | Екранізація п'єси Вільяма Шекспіра «Гамлет». |          |
| 1995 | «Отелло» (Othello)                                              | Олів'єр Паркер               | Лоуренс Фішберн, Кеннет Брана | США, Велика Британія                                 | |          |
| 1996 | «Ромео + Джульєтта» (Romeo + Juliet)                            | Баз Лурманн                  | Ромео — Леонардо Ді Капріо, Джульєтта — Клер Дейнс, Тібальт — Джон Легуїзамо, Меркуціо — Харольд Перріно, священник Лоренцо — Піт Постлетуейт, Фульгенціо Монтеккі — Пол Сорвіно, Тед Капулетті — Брайан Деннехі, капітан Принц — Вонді Кертіс-хол, годувальниця — Міріам Марголіс, Бальтазар — Джесі Бредфорд, аптекар — М. Еммет Уолш, Грегорі — Зак Орт, Самсон — Джеймі Кеннеді, Абрам — Вінсент Лареска, Петруччо — Карлос Мартін Манзо Оталора, Керолайн Монтеккі — Крістіна Піклз, Ґлоріа Капулетті — Дайєн Венора, Пітер — Педро Альтамірано, різник — Джон Стерліні, С'юзан Сантандіанґо — Херрієт Сенсом Харріс, Річ Ранчидіс — Майкл Корбетт, телеведуча — Едвіна Мур, хлопчик з хору — Куїндон Тарвер | США                                                  | Екранізація п'єси Вільяма Шекспіра «Ромео і Джульєтта» в сучасній адаптації. Оператор — Доналд МакЕлпайн. Композитор — Ніл Хупер.                                                                     |          |
| 1996 | «Гамлет» (Hamlet)                                               | Кеннет Брана                 | Гамлет — Кеннет Брана, Офелія — Кейт Вінслет, Гертруда — Джулі Крісті, Клавдій — Дерек Джейкобі, Гораціо — Ніколас Фаррелл, Лаерт — Майкл Малоні, Полоній — Річард Брірз, тінь батька Гамлета — Брайян Блессед, Рейнальдо — Жерар Депардьє, Озрік — Робін Вільямс, перший могильник — Біллі Крістал, Розенкранц — Тімоті Сполл, Ґільденстерн — Ріс Дінсдейл, Марцелл — Джек Леммон, англійський посол — Річард Аттенборо, Фортінбрас — Руфус С'юелл, старий норвежець — Джон Міллс, актор, який грає короля — Чарльтон Хестон, акторка, яка грає королеву — Розмарі Харріс, Пріам — Джон Гілгуд, Гекуба — Джуді Денч | США, Велика Британія                                 | Одна з найкращих екранізацій за визначенням критиків. Сценарист — Кеннет Брана, оператор — Алекс Томсон, композитор — Патрік Дойл.                                                                    |          |
| 1996 | «Дванадцята ніч»                                                | Тревор Нанн                  | Імоджен Стаббс, Стівен Маккінтош, Ніколас Фаррелл | Велика Британія, Ірландія, США                       | Дія відбувається на початку ХХ століття. |          |
| 1996 | «Гамлет ІІ» (Hamlet II)                                         | Лука Доміано                 | Гамлет — Річард Лонжин | Італія                                               | Екранізація п'єси Вільяма Шекспіра «Гамлет». |          |
| 1996 | «В пошуках Річарда»                                             | Аль Пачіно                   | |                                                      | Фільм про зйомки кінострічки «Річард ІІІ» 1995 року. |          |
| 1996 | «Ромео та Джульєтта»                                            | Александр Йоберґ             | Ромео — Джейкоб Ерікссон, Джульєтта — Ґунілла Йоханссон | Швеція                                               | |          |
| 1996 | «Тромео та Джульєтта»                                           | Ллойд Кауфман                | |                                                      | |          |
| 1996 | «Макбет»                                                        | Роберт Стуруа                | Давід Папуашвілі, Теміко Чічінадзе |                                                      | Вистава театру ім. Шота Руставелі. |          |
| 1998 | «Нехай диявол носить чорне» (Let the Devil Wear Black)          | Стейсі Тайтл                 | Гамлет — Джонатан Бенкс | США                                                  | Екранізація п'єси Вільяма Шекспіра «Гамлет». |          |
| 1998 | «Джульєтта та Ромео» (Juliet and Romeo)                         | Джо Д'Амато                  | Марк Девіс, Стефанія Сарторі, Шайєна, Ева Діонісіо, Лука Камілетті, Макс Маґнум, Сільвіо Лато, Катаріна Алт'єрі, Андреа Нобілє | Італія                                               | Еротичний фільм |          |
| 1999 | «Сон літньої ночі» (A Midsummer Night's Dream)                  | Майкл Гоффман                | Іпполіта — Софі Марсо, Нік Моток — Кевін Клайн, Титанія — Мішель Пфайфер, Пак — Стенлі Туччі, Оберон — Руперт Еверетт, Єлена — Каліста Флокгарт, Лісандр — Домінік Вест, Деметрій — Крістіан Бейл, Гермія — Анна Фріл, Тесей — Девід Стретейрн, Пітер Клін — Роджер Ріс, Френсіс Дудка — Сем Рокуелл, Пила — Ґреґорі Джбара, Том Мармиза — Білл Ірвін, Робін Замориш — Макс Райт | Італія, Велика Британія, США                         | Дія відбувається в Італії у XIX столітті. Сценарист — Майкл Гоффман. Оператор — Олівер Стейплтон. Композитор — Саймон Босуелл.                                                                        |          |
| 1999 | «10 речей, які я в тобі ненавиджу» (10 Things I Hate About You) | Джил Джангер                 | Патрік Верона — Хіт Леджер, Б'янка Стретфорт — Лариса Олійник, Кемерон Джеймс — Джозеф Ґордон-Левітт, Катаріна Стретфорд — Джулія Стайлз, Джой Доннер — Ендрю Кіґан, Майкл Екман — Девід Крамхольц, Волтер Стретфорд — Ларрі Міллер | США                                                  | Довільна екранізація п'єси Вільяма Шекспіра «Приборкання норовливої». Продюсер — Ендрю Лазар, автори сценарію — Карен Маккалах Лутц, Крістен Сміт, оператор — Марк Ірвінґ, композитор — Річард Ґіббс. |          |
| 2000 | «Тіт» (Titus)                                                   | Джулі Теймор                 | Тамора — Джессіка Ленг, Тіт Андронік — Ентоні Хопкінс, Сатурнін — Алан Каммінґ, Луцій — Анґус Макфад'єн, мавр Аарон — Ґаррі Леннікс, Хірон — Джонатан Ріс-Маєрс, Деметрій — Метт'ю Різ, Лавінія — Лора Фрейзер, Бассіан — Джеймс Фрейн, Марк Андронік — Колм Фіорі, юний Луцій — Ошин Джонс, Марцій — Колін Веллс | США, Італія, Велика Британія                         | Екранізація п'єси Вільяма Шекспіра «Тіт Андронік». Сценарист — Джулі Теймор. Оператор — Лучано Товолі. Композитор — Елліот Ґолденталь.                                                                |          |
| 2000 | «Гамлет» (Hamlet)                                               | Скотт Кемпбелл               | Гамлет — Скотт Кемпбелл | Велика Британія                                      | |          |
| 2000 | «Гамлет» (Hamlet)                                               | Майкл Алмерейда              | Гамлет — Ітан Хоук | США                                                  | Одна з найкращих екранізацій за визначенням критиків. |          |
| 2000 | «Ромео та Джульєтта»                                            | Тіна Протасоні               | Ромео — Анхель Корелла, Джульєтта — Алєссандра Феррі | Італія                                               | Фільм-балет. Телевізійна версія. Музика — Сергій Прокоф'єв. |          |
| 2000 | «Ромео та Джульєтта»                                            | Колін Кокс                   | Ромео — Кел Мітчел, Джульєтта — Фран Де Леон; Вентворт Міллер | США                                                  | |          |
| 2000 | «Марні зусилля кохання» (Love's Labour's Lost)                  | Кеннет Брана                 | Бірон — Кеннет Брана | Велика Британія, Франція, Канада                     | |          |

## 2001–2010
| Рік  | Назва                                                    | Режисер                                         | Акторський склад | Країна                                   | Примітки | Світлина |
| ---- | -------------------------------------------------------- | ----------------------------------------------- | --- | ---------------------------------------- | --- | -------- |
| 2001 | «Отелло» (Othello)                                       |                                                 | Кілі Хоуз, Імонн Волкер | Велика Британія                          | Телефільм. |          |
| 2001 | «О»                                                      |                                                 | Мехі Файфер, Джош Гарнетт, Джулія Стайлз | США                                      | Сучасна адаптація п'єси Вільяма Шекспіра «Отелло». Сюжет розвивається в школі. |          |
| 2002 | «Король Техасу»                                          | Улі Едель                                       | Патрік Стюарт |                                          | Екранізація п'єси Вільяма Шекспіра «Король Лір». |          |
| 2002 | «Ромео та Джульєтта»                                     | Барбара Уілліс Світ                             | Ромео — Роберто Алан'я, Джульєтта — Анджела Ґеорґіу | Канада                                   | Фільм-опера. Телевізійна версія. Музика — Шарль Ґуно. |          |
| 2002 | «Ромео та Джульєтта»                                     | Редха Амаду, Жилль Амаду                        | Ромео — Дам'єн Сарґ, Джульєтта — Сесілія Кара | Франція                                  | Мюзикл. |          |
| 2003 | «Ромео & Джульєтта» (Romeo & Juliet)                     | Лілія Абаджиєва                                 | |                                          | Екранізація п'єси Вільяма Шекспіра «Ромео і Джульєтта». |          |
| 2004 | «Венеціанський купець» (The Merchant of Venice)          | Майкл Редфорд                                   | Шейлок — Аль Пачіно, Антоніо — Джеремі Айронс, Бассаніо — Джозеф Файнс, Порція — Лінн Коллінз, Джессіка — Зулейха Робінсон, Граціано — Кріс Маршалл, Лоренцо — Чарлі Кокс, Нерісса — Хезер Голденхерш, Ланцелот Гоббо — Маккензі Крук, Салеріо — Джон Сешинз, Соланіо — Грегор Фішер, Старий Гоббо — Рон Кук, Тубал — Аллан Кордунер, Граф — Антон Роджерс, Принц Марокко — Девід Хейрвуд, Арагон — Антоніо Джил, Стефано — Ал Вівер, Лікар Белларіо — Норберт Конн, Куш — Марк Маєс, Англійський барон — Пітер Ріменс | США, Велика Британія, Італія, Люксембург | Сценарист — Майкл Редфорд, оператор — Бенуа Деломе, композитор — Жослін Пук. |          |
| 2004 | «Ромео та Джульєтта»                                     | Андрій Свірідов                                 | | Росія                                    | Короткометражний фільм. Перше місце на міжнародному фестивалі короткометражних фільмів «Види Любові» у Вісбадені (Німеччина).                                                                                                 |          |
| 2004 | «Гамлет»                                                 | Галина Любимова                                 | Віталій Копилов, Сергій Бизґу | Росія                                    | Запис вистави театру «Фарси». |          |
| 2004 | «Граємо Шекспіра»                                        | Козаков Михайло Михайлович                      | | Росія                                    | Складається з трьох частин: «Спогади про Гамлета», «Про дві комедії» та «Роздуми про Ліру». |          |
| 2005 | «Макбет» (Macbeth)                                       | Марк Броузел                                    | Джеймс МакАвой, Кілей Гавес, Джозеф Міллсон | Велика Британія                          | Телефільм, продукт компанії ВВС. |          |
| 2005 | «Багато галасу з нічого» (Much Ado About Nothing)        |                                                 | Сара Періш, Деміен Льюїс, Том Елліс | Велика Британія                          | Телефільм, продукт компанії ВВС. Текст перероблено Девідом Ніколласом. |          |
| 2005 | «Сон літньої ночі» (A Midsummer Night's Dream)           | Пітер Броукер                                   | Імельда Стонтон, Білл Паттерсон, Шарон Смолл, Ленні Джеймс, Джонні Веґас | Велика Британія                          | Телефільм, продукт компанії ВВС. |          |
| 2006 | «Бенкет» (夜宴)                                          | Фен Сяоган                                      | Гамлет — Деніел Ву | КНР                                      | Екранізація п'єса Вільяма Шекспіра «Гамлет». |          |
| 2006 | «Макбет» (Macbeth)                                       | Сем Уортінґтон                                  | | Австралія                                | |          |
| 2006 | «Річард ІІІ»                                             |                                                 | |                                          | |          |
| 2006 | «Ромео та Джульєтта»                                     | Бахрома Якубов                                  | | Узбекистан                               | |          |
| 2006 | «Як вам це сподобається»                                 | Кеннет Брана                                    | | Велика Британія                          | |          |
| 2006 | «Король Лір»                                             | Павло Хомський, Михайло Козаков, Ігор Штернберґ | Михайло Козаков, Неллі Пшенна, Лариса Кузнецова | Росія                                    | Вистава театру «Моссовету». |          |
| 2007 | «Ромео х Джульєтта» (Romeo x Juliet/ロミオ×ジュリエット) | Ойсакі Фумітоші                                 | |                                          | Екранізація п'єси Вільяма Шекспіра «Ромео і Джульєтта». |          |
| 2008 | «Комедія помилок»                                        | Кері Коллінз                                    | |                                          | |          |
| 2008 | «Річард ІІІ»                                             | Юрій Бутусов                                    | |                                          | Телеверсія вистави театру «Сатирикон». |          |
| 2008 | «Король Лір»                                             | Тревор Нанн                                     | Єн Маккеллен |                                          | |          |
| 2008 | «Якби весь світ був моїм» (Were the World Mine)          | Томас Ґустафсон                                 | Тімоті — Теннер Коен, Джонатан — Натаніель Девід Беккер, місс Теббіт — Венді Робі, матір Тімоті — Джуді Маклейн, Френкі — Зельда Вільямс, Макс — Рікі Ґолдман, Купер — Паркер Крофт, Нора — Джілл Ларсон, тренер Дріскілл — Крістіан Столте, Бредлі — Йоні Соломон, Бекі — Коллін Скемп, Коул — Бред Букаускас | США                                      | Фільм-мюзикл на тематику гомосексуальності. Основні події розвертаються навколо постановки шкільним театром п'єси Вільяма Шекспіра «Сон літньої ночі». Сценарист — Томас Ґустафсон, композитори: Джессіка Фоґл, Тім Сендаскі. |          |
| 2009 | «Гамлет» (Hamlet)                                        | Ґреґорі Доран                                   | Гамлет — Девід Теннант | Велика Британія                          | |          |
| 2009 | «Ромео та Джульєтта»                                     | Іван Періч                                      | Ромео — Тоні Рінковєч, Джульєтта — Тоні Доротіч | Хорватія                                 | |          |
| 2009 | «Король Лір»                                             | Юрій Бутусов                                    | Костянтин Райкін, Тимофій Трибунцев | Росія                                    | Вистава театру «Сатирикон». |          |
| 2010 | «Макбет»                                                 | Руперт Ґоолд                                    | Макбет — Патрік Стюарт | Велика Британія                          | Сучасна адаптація п'єси Вільяма Шекспіра «Макбет» з підтекстом, який несе в собі нагадування про сталінський терор. |          |
| 2010 | «Буря» (The Tempest)                                     | Джулі Теймор                                    | Міранда — Фелісіті Джонс, Принц Фердінанд — Рів Керні, Король Алонзо — Девід Стретейрн, Гонзало — Том Конті, Себастьян — Алан Каммінґ, Проспера — Хелен Міррен, Калібан — Джимон Хонсю, Аріель — Бен Уїшо, Антоніо — Кріс Купер, Стефано — Альфред Моліна, Трінкула — Рассел Бренд | США                                      | Головний зі спецефектів — Сенді Павелл, сценарист — Джулі Теймор, оператор — Стюарт Драйберґ. |          |
| 2010 | «Гамлет. Історія продовжується / Гамлет XXI століття»    | Юрій Кара                                       | | Росія                                    | |          |

## 2011-
| Рік  | Назва                                            | Режисер                         | Акторський склад | Країна               | Примітки | Світлина |
| ---- | ------------------------------------------------ | ------------------------------- | --- | -------------------- | --- | -------- |
| 2011 | «Анонім» (Anonymous)                             | Роланд Еммеріх                  | |                      | |          |
| 2011 | «Коріолан» (Coriolanus)                          | Ральф Файнс                     | Ральф Файнс, Джерард Батлер, Ванесса Редґрейв | Велика Британія      | Події давньоримських часів перенесено в сучасність. Фільм було номіновано на Золотого ведмедя на 61-му Берлінському кінофестивалі. Ральфа Файнса було номіновано на премію BAFTA за найкращий дебют.                                             |          |
| 2011 | «Багато галасу даремно» (Much Ado About Nothing) | Digital Theatre                 | Девід Теннант, Кетрін Тейт |                      | |          |
| 2011 | «Гномео та Джульєтта 3D»                         | Келлі Есбарі                    | Джеймс МакЕвой, Емілі Блант | США, Велика Британія | Анімаційний фільм, знятий за мотивами п'єси Вільяма Шекспіра «Ромео і Джульєтта». |          |
| 2012 | «Ричард ІІ» (Richard II)                         | Руперт Ґулд                     | Король Ричард ІІ — Бен Вішоу, королева Ізабелла — Клеманс Поезі, Джон Гентський — Патрік Стюарт, Генрі Болінґброк — Рорі Кіннір, герцог Омаль — Том Г'юз, Томас Моубрі — Джеймс П'юрфой, граф Нортумберленд — Девід Морріссі, Едмунд Ленґлі — Девід Суше, герцогиня Йоркська — Ліндсі Данкан, Джон Буші — Фердинанд Кінґслі, Беґот — Семюел Рукін, Генрі Ґрін — Ґаррі Гедден-Патон, садівник — Девід Бредлі, вестмінстерський абат — Ричард Бреммер, лорд Росс — Пітер де Джерсі, сер Стівен Скруп — Том Ґудман-Гілл, єпископ Карлейль — Люціан Мсаматі, лорд Віллоубі — Едріан Шіллер, Екстон\лорд-маршал — Фінбар Лінч | Велика Британія      | Сценаристи: Руперт Ґулд, Бен Павер. Оператор — Денні Коен. |          |
| 2012 | «Цезар має померти» (Cesare deve morire)         | Паоло Тавіані, Вітторіо Тавіані | Брут — Сальваторе Стріано, Кассій — Козімо Реґа, Цезар — Джованні Аркурі, Марк Антоній — Антоніо Франца, Деціо — Хуан Даріо Бонетті, Лусіо — Вінченцо Ґалло, Метелл — Росаріо Майорана, Требоній — Франческо Де Масі, Цінна — Дженнаро Соліто, Каска — Вітторіо Паррелла, легіонер — Паскуале Крапетті, Варґсадже — Франческо Карусоне, Стратон — Фабіо Різуто, Оттавіо — Моуріліо Джіефрейде, театральний режисер — Фабіо Каваллі | Італія               | Сценаристи: Паоло Тавіані, Вітторіо Тавіані. Фільм-адаптація п'єси Вільяма Шекспіра Юлій Цезар. За сюжетом у в'язниці відбувається інсценізація класичної п'єси. Фільм отримав «Золотого ведмедя» на 62 Берлінському міжнародному кінофестивалі. |          |
| 2013 | «Ромео та Джульєтта» (Romeo and Juliet)          | Карло Карлей                    | Ромео — Дуґлас Бут, Джульєтта — Гейлі Стайнфельд, принц Ескал — Стеллан Скарсґард, монах Лоренцо — Пол Джаматті, Меркуціо — Крістіан Кук, Тібальт — Ед Вествік, Бенволіо — Коді Сміт-МакФі, граф Паріс — Том Вісдом, годувальниця — Леслі Менвілл, сеньйора Капулетті — Наташа Макелхон, сеньйор Капулетті — Деміен Л'юіс, сеньйор Монтеккі — Томас Арана, сеньйора Монтеккі — Лаура Моранте, Пітер — Клів Річі, Абрагам — Антон Александр, фермер — Марко Квал'я | США, Італія          | Сценарист — Джуліан Феллоуз. Оператор — Девід Теттерсолл. Вихід нової молодіжної екранізації класичного твору заплановано на жовтень 2013 року.                                                                                                  |          |